# 橋本由紀
橋本 由紀（はしもと ゆき、2000年7月21日 - ）は、RKB毎日放送のアナウンサー。大分県大分市出身。

## 略歴
大分舞鶴高校、慶應義塾大学を経て、2023年にRKB入社（同期に植草峻）。
なお、YouTuberのきりまるは、小学校時代の3つ上の先輩に当たる。

## 出演
テレビ
- サンデーウォッチ（メインキャスター）
- タダイマ!
- まじもん!
- 和田明日香のア・レシピ
- RKBニュース（随時担当）

### ラジオ
RKBラジオ
- サンデーウォッチR
- 田畑竜介 Grooooow Up（月曜、火曜担当）
- ほめ×ほめナイト（2023年7月2日 - ）
- おしゃべり本棚
- RKB50ニュース（随時担当）
- ダレカトタナカトタジリト（2025年3月） - 月替わりパーソナリティ

### スポーツ
- 第91回選抜高校野球大会 開会式 - 司会（2019年）

### その他
- 第65回NHK杯全国高校放送コンテスト：アナウンス部門 優勝（2018年）